# غرغم

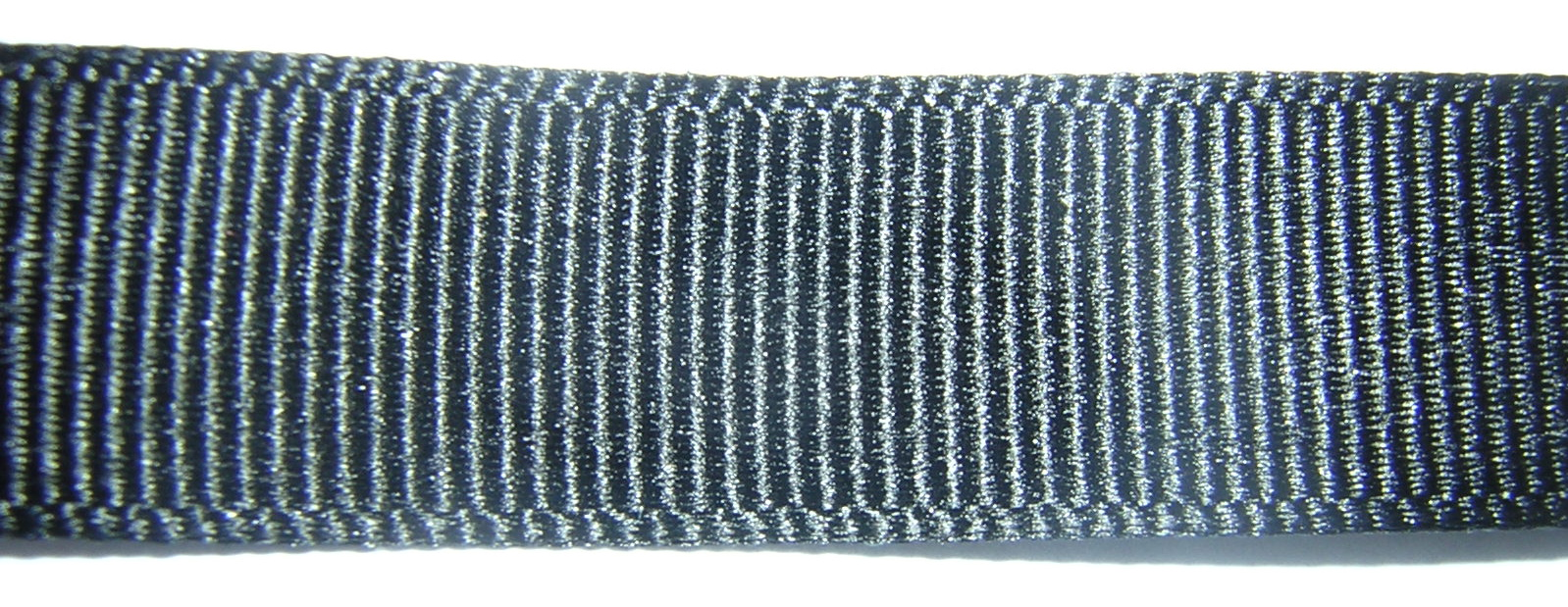
كثبية لشريط غرغم. لاحظ الأضلاع التي تسري عبر الشريط.

الغُرغَم هو نوع من القماش أو الشريط يتميز أن اللُّحمَة فيه أثقل من السداة ما يخلق أضلاعًا عرضية بارزة. الغرغم نسج سادة بحبال قماش مع حبال أثقل من قماش البوبلين ولكنها أخف من الفَيل وهو معروف أنه نسيج متين ومنسوج نسجًا وثيقًا وذو حبال دقيقة. يتمتع الغرغم بمظهر باهت ذو لمعان خافت مقارنة بالعديد من نسج الأقمشة مثل الأطلس الذي يستخدم غالبًا للأشرطة؛ ومع ذلك، فهي قوية جدًا نسبيًا. يتوفر قماش الغرغم باللون الأسود، لكن شريط الغرغم يأتي في مجموعة كبيرة ومتنوعة من الألوان والأنماط.